# 洛朗丝·费拉里

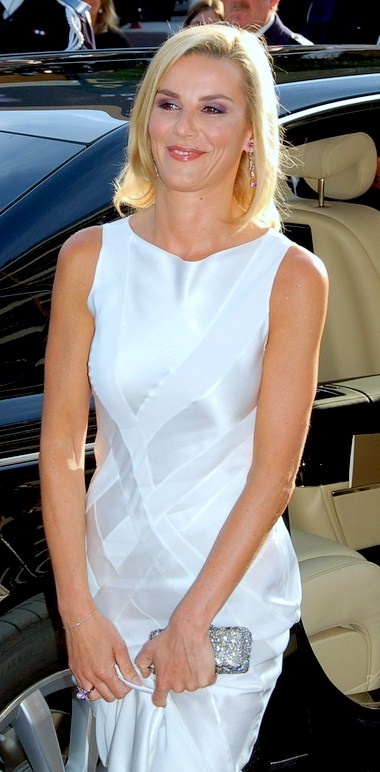

洛朗丝·费拉里（法語： Laurence Ferrari，1966年7月5日—）, 法国新闻记者、著名电视新闻女主播，出生于上萨瓦省艾克斯莱班。

## 高等学历
她在法国新闻随员学校学过两年通讯，最后取得索邦大学（巴黎一大）政治与社会通讯专业第三阶段高等文凭（DESS）。

## 工作经历
普通记者
1986年在法新社及《费加罗报》罗纳-阿尔比斯出版社任投稿记者，1986至1997年在广播电台欧洲二台和欧洲一台负责“健康”节目。从1994年始给《观点》周刊撰稿。1998年任法国新闻电台的新闻与通讯记者。
电视生涯
1994年后她成为电视一台“值多少钱”节目的专栏编辑。她还在电视一台主持晚间节目“过我的生活”，并跟他丈夫导玛·余格一起播送电视一台晚间7至8点新闻。1997年在LCI有线电视台播送6至10点钟新闻。2002年6月至2006年6月任电视一台20点新闻的替补主播。
2006年9月在缴费电视Canal+主持星期天的政治节目。2008年夏天她回到电视一台，从8月25日开始主播最重要的晚间20点新闻，这是欧洲收视率最高的新闻节目。